# Billy-Scott Irakoze
Billy-Scott Irakose (* 30. Oktober 1996 in Barcelona, Spanien) ist ein burundischer Schwimmer. 

## Leben
Irakoze nahm an den Olympischen Sommerspielen 2016 über 50 Meter Freistil der Männer teil, wo er mit einer Zeit von 26,36 Sekunden den 66. Platz belegte. Er kam nicht ins Halbfinale. Er vertrat Burundi bei den Afrikaspielen 2019 in Rabat, Marokko. Auch hier konnte er keine Medaille gewinnen.